# 中国驻乌干达大使列表
本列表為中華人民共和國駐乌干达历任大使名录。

## 历任中国驻乌干达大使

### 中华人民共和国驻乌干达大使（1962年至今）
1962年10月18日，中华人民共和国与乌干达正式建交，开始派遣驻乌干达大使。最初由驻坦噶尼喀大使何英兼任，1964年5月起改为专使。
| 姓名   | 任命           | 任命           | 到任           | 递交国书       | 免职           | 免职           | 离任          | 外交衔级 | 外交职务     | 备注                                        |
| 姓名   | 全国人大常委会 | 主席           | 到任           | 递交国书       | 全国人大常委会 | 主席           | 离任          | 外交衔级 | 外交职务     | 备注                                        |
| ------ | -------------- | -------------- | -------------- | -------------- | -------------- | -------------- | ------------- | -------- | ------------ | ------------------------------------------- |
| 李钧   | 不適用         | 不適用         | 1962年12月17日 |                | 不適用         | 不適用         | 1964年5月16日 | 参赞     | 临时代办     | 筹备开馆                                    |
| 何英   | 1962年12月18日 | 1963年4月16日  | 1963年4月22日  | 1963年4月24日  | 不適用         | 不適用         | 不適用        | 大使     | 特命全权大使 | 驻坦噶尼喀兼                                |
| 何英   | 不適用         | 不適用         | 不適用         | 1964年1月7日   | 1964年3月30日  | 1964年4月29日  | 1964年4月     | 大使     | 特命全权大使 | 驻坦噶尼喀兼 乌干达成为共和国，重新递交国书 |
| 陈志方 | 1964年3月30日  | 1964年4月13日  | 1964年5月16日  | 1964年5月26日  | 不適用         | 不適用         | 1967年        | 大使     | 特命全权大使 |                                             |
| 章立   | 不適用         | 不適用         | 1967年         | 不適用         | 不適用         | 不適用         | 1969年        |          | 临时代办     |                                             |
| 牟屏   | 不適用         | 不適用         | 1969年         | 不適用         | 不適用         | 不適用         | 1972年4月     | 参赞     | 临时代办     |                                             |
| 葛步海 | 不適用         | 不適用         | 1972年4月11日  | 1972年4月21日  | 1977年10月24日 | 不適用         | 1977年11月7日 | 大使     | 特命全权大使 |                                             |
| 戴路   | 1977年10月24日 | 不適用         | 1978年3月20日  | 1978年3月22日  | 不適用         | 不適用         | 1979年2月15日 | 大使     | 特命全权大使 | 任内病逝                                    |
| 张勃川 | 1979年11月29日 | 不適用         | 1980年1月      | 1980年1月16日  | 1981年11月26日 | 不適用         | 1982年3月     | 大使     | 特命全权大使 |                                             |
| 李石   | 1981年11月26日 | 不適用         | 1982年7月12日  | 1982年7月27日  | 1984年7月7日   | 1985年5月7日   | 1985年2月20日 | 大使     | 特命全权大使 |                                             |
| 金伯雄 | 1984年7月7日   | 1985年5月7日   | 1985年4月      | 1985年4月2日   | 1988年1月21日  | 1988年4月19日  | 1988年4月     | 大使     | 特命全权大使 |                                             |
| 谢佑昆 | 1988年1月21日  | 1988年4月19日  | 1988年5月      | 1988年6月17日  | 1991年12月29日 | 1992年3月4日   | 1992年2月     | 大使     | 特命全权大使 |                                             |
| 徐英杰 | 1991年12月29日 | 1992年3月4日   | 1992年3月      | 1992年3月28日  | 1995年5月10日  | 1995年8月3日   | 1995年7月     | 大使     | 特命全权大使 |                                             |
| 谭兴举 | 1995年5月10日  | 1995年8月3日   | 1995年8月      | 1995年8月18日  | 1997年7月3日   | 1997年12月16日 | 1997年10月    | 大使     | 特命全权大使 |                                             |
| 宋增寿 | 1997年7月3日   | 1997年12月16日 | 1997年11月     | 1999年12月4日  | 1998年12月29日 | 1999年8月13日  | 1999年6月     | 大使     | 特命全权大使 |                                             |
| 张序江 | 1998年12月29日 | 1999年8月13日  | 1999年7月      | 1999年8月31日  | 2001年12月29日 | 2002年3月25日  | 2002年2月     | 大使     | 特命全权大使 |                                             |
| 李强民 | 2001年12月29日 | 2002年3月25日  | 2002年3月      | 2002年4月30日  | 2004年8月28日  | 2005年1月17日  | 2004年12月    | 大使     | 特命全权大使 |                                             |
| 樊桂金 | 2004年8月28日  | 2005年1月17日  | 2004年12月     | 2005年1月10日  | 2007年6月29日  | 2008年3月25日  | 2007年11月    | 大使     | 特命全权大使 |                                             |
| 孙和平 | 2007年6月29日  | 2008年3月25日  | 2007年12月7日  | 2008年2月15日  | 2011年6月30日  | 2011年10月26日 | 2011年10月    | 大使     | 特命全权大使 |                                             |
| 赵亚力 | 2011年6月30日  | 2011年10月26日 | 2011年11月1日  | 2011年11月2日  | 2016年2月26日  | 2016年12月7日  | 2016年9月     | 大使     | 特命全权大使 |                                             |
| 郑竹强 | 2016年2月26日  | 2016年12月7日  | 2016年12月1日  | 2016年12月12日 | 2021年2月28日  | 2021年7月6日   | 2021年5月     | 大使     | 特命全权大使 |                                             |
| 张利忠 | 2021年2月28日  | 2021年7月6日   | 2021年6月24日  | 2021年7月27日  | 现任           |                |               | 大使     | 特命全权大使 |                                             |